# Dysphania tasmaniae
Dysphania tasmaniae là một loài bướm đêm trong họ Geometridae.